# Loewe
Loewe Technology GmbH (i daglig tale blot Loewe) er en tysk virksomhed, oprettet af brødrene dr. Siegmund og David Ludwig Loewe i Berlin i 1923. Virksomheden producerer high-end TV og lydprodukter i luksusklassen. 